# Oxytétrafluorure de xénon
L'oxytétrafluorure de xénon est un composé inorganique de la famille des oxyfluorures, de formule XeOF4 qui se présente comme un liquide incolore trois fois plus dense que l'eau. Ce composé est, comme les autres oxydes de xénon, extrêmement réactif et instable.
En présence d'eau, l'oxytétrafluorure de xénon s'hydrolyse violemment en dégageant diverses substances telles que le fluor F2, l'ozone O3 et surtout le fluorure d'hydrogène HF :
XeOF4 + 2 H2O → Xe + 4 HF + 3/2 O2
XeOF4 + 2 H2O → Xe + 4 HF + O3
XeOF4 + H2O → Xe + 2 HF + O2 + F2
C'est la raison pour laquelle ce composé doit être maintenu rigoureusement à l'écart de toute trace d'humidité.

## Réactions
XeOF4 réagit avec l'eau selon les étapes suivantes :
XeOF4 + H2O → XeO2F2 + 2 HF
XeO2F2 + H2O → XeO3 + 2 HF
XeO3 est un composé explosif dangereux, qui se décompose en xénon et dioxygène.